# Philipp Wolff (Beamter)
Philipp Wolff (* 1972 in Gräfelfing) ist ein deutscher Verwaltungsjurist und politischer Beamter sowie seit Mai 2025 Koordinator der Nachrichtendienste des Bundes und Abteilungsleiter 7 im Bundeskanzleramt. Von 2022 bis 2025 war er Vizepräsident des Bundesnachrichtendienstes.

## Leben
Wolff studierte ab 1992 Rechtswissenschaft an der Ludwig-Maximilians-Universität München und in Lyon in Frankreich. 2000 erlangte er mit der zweiten juristischen Prüfung die Befähigung zum Richteramt. Ab 2001 war er als Staatsanwalt in München tätig, bevor er 2004 als wissenschaftlicher Mitarbeiter zum Generalbundesanwalt beim Bundesgerichtshof und zum Zweiten Senat des Bundesverfassungsgerichtes nach Karlsruhe ging.
2007 trat Wolff als Referent in den BND ein. 2011 folgte eine Verwendung im Bundeskanzleramt, ab 2014 dort als Projekt- und Referatsleiter. Als Regierungsdirektor und später Ministerialrat war er in der damals für die Nachrichtendienste des Bundes und den BND zuständigen Abteilung 6 im Bundeskanzleramt tätig. Er war Beauftragter des Bundeskanzleramts für den Untersuchungsausschuss der 18. Wahlperiode (NSA-Untersuchungsausschuss), wo er für die Bundesregierung unter anderem für die Einhaltung des Geheimschutzes sorgte.
2017 kehrte Wolff in den BND zurück und wurde Leiter einer Auslandsvertretung. Ab 2021 war er Leiter Leitungsstab des BND, bevor er vom 1. November 2022 bis Mai 2025 als Nachfolger von Michael Baumann Vizepräsident für zentrale Aufgaben des BND war. Wolff leitete die BND-Delegation, die den Internationalen Häftlingsaustausch im August 2024 verhandelte.
Im Zuge der Bildung des Kabinetts Merz am 6. Mai 2025 wurde er als Nachfolger von Dagmar Busch zum Koordinator der Nachrichtendienste des Bundes und Abteilungsleiter 7 im Amt eines Ministerialdirektors im Bundeskanzleramt ernannt.
Wolff ist verheiratet und hat zwei Kinder.